# Klaukkala
Klaukkala (in svedese Klövskog) è un villaggio (in finlandese kylä) della Finlandia situato nel comune di Nurmijärvi, a circa 30 km dal Helsinki, nella regione provincia di Uusimaa nella Finlandia Meridionale. Ha circa 18 200 abitanti ed è il più grande dei villaggi di Nurmijärvi ed è spesso erroneamente considerato una città separata. Lepsämä, un'area di Klaukkala, ospita attualmente l'ex ministro capo della Repubblica finlandese Matti Vanhanen.
Klaukkala è la zona in più rapida crescita di Nurmijärvi. Principalmente emigrato dall'area metropolitana di Helsinki, attirando principalmente famiglie con bambini come villaggio rurale a mezz'ora di auto dal centro di Helsinki. La distanza da Klaukkala al confine di Espoo e anche al confine di Vantaa è di circa 5 km. L'aumento del traffico causato dall'aumento della popolazione causa problemi. Per questo motivo, a partire dagli anni '80, è stata progettata un'autostrada tra la Valtatie 3 e la Numlahti, che scavalca il Klaukkala e forse anche un collegamento ferroviario con Helsinki, probabilmente come una continuazione della ferrovia Vantaankoski. Nel 2017 è iniziata la costruzione del nuovo centro Klaukkala, Viirinlaakso. Ci saranno sette nuovi condomini e un hub di trasporto con una nuova fermata dell'autobus.
Ci sono molte scuole elementari a Klaukkala, la più grande delle quali è Isoniitun koulu, che copre tutti i 9 gradi del sistema elementare finlandese. Nel 2017, un nuovo edificio polifunzionale chiamato "Monikko" è stato costruito nell'area sportiva di Klaukkala. Klaukkala ha anche una delle tre palestre di Nurmijärvi, Arkadian yhteislyseo. Una possibile attrazione turistica è stata costruita nel 2004 nella chiesa di Klaukkala. Il villaggio ha anche una chiesa ortodossa in legno dei San Nectarios di Egina.